# Marcelle Mallette
Marcelle Mallette (* im 20. Jahrhundert) ist eine kanadische Geigerin und Musikpädagogin.

## Leben
Mallette schloss ihr Studium am Konservatorium von Québec mit einem Ersten Preis ab und besuchte dann die Violinklasse Joseph Gingolds an der Indiana University. Später nahm sie an Meisterklassen von Yehudi Menuhin, Joseph Silverstein und Ștefan Gheorghiu teil. Sie hatte dann Stellen als Erste Sologeigerin des Orchestre Symphonique de Laval und des Orchestre des Jeunes du Québec. Außerdem war sie als Gast Konzertmeisterin des Montreal Ballet and Opera Orchestra und stellvertretende Konzertmeisterin des Quebec Symphony Orchestra und trat u. a. mit dem Montreal Symphony Orchestra, dem National Arts Center Orchestra und dem Nova Scotia Symphony Orchestra auf.
Von 1997 bis 2003 lebte Mallette in Australien und Neuseeland. Dort war sie von 1998 bis 1999 Konzertmeisterin des Auckland Philharmonia Orchestra und wurde von namhaften australischen Orchestern eingeladen wie dem Melbourne Symphony Orchestra, dem Tasmanian Symphony Orchestra, dem Western Australian Symphony Orchestra und dem Orchestra Victoria. Außerdem wirkte sie als Koordinatorin des Unterrichts für Streichinstrumente an der  Australian National Academy of Music und unterrichtete Violine an der University of Melbourne.
Nach ihrer Rückkehr nach Kanada 2003 trat Mallette als Mitglied des Ensembles La Pieta und mit Orchestern wie dem Montreal Symphony Orchestra und dem National Arts Centre Orchestra auf. 2004 wurde sie stellvertretende Konzertmeisterin des Orchestre Métropolitain. 2007 wurde sie Violinprofessorin an der Sherbrooke University, 2012 an der McGill University.
Als Kammermusikerin unternahm Mallette mit dem Orpheus Chamber Orchestra Konzertreisen durch die USA und Europa und war Mitglied in Ensembles wie dem Morency Quartet, dem De Sève Quartet und dem Ottawa String Quartet. Mit der Pianistin Marie Fabi bildet sie das Duo Mallette-Fabi.